# Дервезе
Дервѐзе (на туркменски: Derweze) е кратер с диаметър около 60 m и дълбочина около 20 m. Намира се в централната част на Туркменистан, във вилает Ахал във вътрешността на пустинята Каракум.
Кратерът е образуван през 1971 година в резултат на срутване по време на геоложки проучвания за наличие на природен газ. След срутването от кратера започват да се отделят газове, които са умишлено запалени, за да се предотвратят вредните ефекти от тях. Въпреки очакванията, че отделянето на газ ще свърши за няколко дни и огънят ще изгасне сам, към 2024 година кратерът продължава да гори, като се обмислят мерки за неговото угасяване.